# Тамуссин, Джулио
Джулио Тамуссин (итал. Julio Tamussin; 29 апреля 1943, Форни-Авольтри, Фриули-Венеция-Джулия — 29 декабря 2015, Бари) — итальянский борец вольного стиля. Участник летних Олимпийских игр 1972 года.

## Биография
Джулио Тамуссин родился 29 апреля 1943 года в итальянской коммуне Форни-Авольтри.
Выступал в соревнованиях по вольной борьбе за «Фьямме Оро» из Рима. Был многократным чемпионом Италии.
В 1972 году участвовал в чемпионате Европы по вольной борьбе в Катовице. В весовой категории до 100 кг поделив 6-е место с Бруно Ютцелером из Швейцарии и Стефаном Кельбовским из Польши.
В том же году вошёл в состав сборной Италии на летних Олимпийских играх в Мюнхене. В весовой категории до 100 кг в первом раунде проиграл решением судей Рышарду Длугошу из Польши, в третьем решением судей — Василу Тодорову из Болгарии и выбыл из турнира.
Был награждён бронзовой медалью Национального олимпийского комитета Италии.
Умер 29 декабря 2015 года в итальянском городе Бари.